# 牙什
牙什（？—？），蒙古族，原籍内札薩克蒙古卓索图盟苏鲁克（今遼寧省彰武县）。清末蒙古族反清抗垦起义的主要领袖之一。

## 生平
牙什原籍卓索图盟苏鲁克（今遼寧省彰武县）。因截杀清兵，并且多次杀死俄国人，乃潜逃到科尔沁右翼前旗靖安、洮南之间的七十户地方居住。科尔沁右翼前旗自1902年（光绪二十八年）放垦后，牙什便组织队伍，武装抗垦。他还和白音大赉、陶克陶胡等抗垦首领保持联系，并且资助他们枪械及粮饷。
后在清军的围剿下，白音大赉率余部向清军诈降，后又乘机逃至牙什处躲藏。1908年7月下旬，清军向藏匿白音大赉的牙什发动进攻，使用大炮轰击，又经数小时战斗，最终攻陷了牙什的堡寨。牙什被捕后受重刑而死。